# Trzebaw (województwo wielkopolskie)
Trzebaw – wieś w Polsce położona w województwie wielkopolskim, w powiecie poznańskim, w gminie Stęszew, na terenie Wielkopolskiego Parku Narodowego. 
Wieś  szlachecka  położona była w 1580 roku w powiecie poznańskim województwa poznańskiego. W latach 1975–1998 miejscowość administracyjnie należała do województwa poznańskiego. 

## Położenie
Trzebaw leży w zachodniej części Wielkopolskiego Parku Narodowego. W okolicy znajduje się kilka jezior (w tym Jezioro Góreckie) i rezerwatów przyrody. Od nazwy wsi pochodzi jeden z członów nazwy przystanku kolejowego Trzebaw Rosnówko na linii Poznań-Wolsztyn.

## Historia
Po raz pierwszy wieś wzmiankowana była w 1241 jako Trzebawy (która to nazwa oznaczała ludzi karczujących las) w dokumencie potwierdzającym nadanie wsi przez książąt Przemysła I i Bolesława niejakiemu Przedpełce, synowi Hugona. W 1426 właścicielem Trzebawia był Piotr Korzbok, podkomorzy poznański, później Grudzińscy, Marszewscy oraz Ciświccy. W 1657 na polach wsi doszło do zwycięskiej potyczki wojsk Stefana Czarnieckiego ze Szwedami. Od 1793 własność Anny Górowskiej, następnie Tytusa Działyńskiego (wzniósł on w pobliżu Trzebawia, niewielki zameczek na Wyspie Zamkowej pobliskiego Jez. Góreckiego). W okresie Wiosny Ludów 1848 w pobliżu Trzebawia istniał obóz powstańczy, w którym stacjonowało ok. 500 kosynierów i strzelców pod dowództwem Cypriana Celińskiego. Pod koniec XIX wieku Trzebawie liczyło 23 domów i 231 mieszkańców, wyznania rzymskokatolickiego. Okrąg wiejski obejmował jeszcze dwór, leśniczówkę, folwark Górka i folwark Kierzki. Jako część dóbr kórnickich Trzebaw wszedł w skład fundacji Zakłady Kórnickie, utworzonej w 1924 przez ówczesnego właściciela, Władysława Zamoyskiego. Podczas II wojny światowej miejscowy robotnik rolny, Marian Kuik padł ofiarą prowokacji i został stracony. Upamiętniono go pomnikiem we wsi.

## Atrakcje turystyczne
- dwór pochodzący z ok. 1870 r., przed którym zbiegają się trzy zabytkowe aleje kasztanowców[8], posadzone w I poł. XIX w., zatem jedne z najstarszych w Wielkopolsce: przy drodze do Rosnówka (1300 m), biegnąca do szosy stęszewskiej (1900 m) i po pd. stronie wsi (700 m),
- zabytkowy[9] dworski park krajobrazowy, w którym znajduje się lipa o obw. 360 cm i duży głaz narzutowy z czerwonego granitu, o średnicy ok. 5 m[5][8]
- zabytkowe ruiny zameczku Klaudyny Potockiej na wyspie na Jeziorze Góreckim z 1822[9]
- kościół pw. św. Stanisława Biskupa (filialny parafii Łódź),
- szkoła wybudowana w ok. 1870
- Deli Park.

Przez Trzebaw przebiega szlak turystyczny  Trzebaw Rosnówko – Dymaczewo Stare,